# Кунай (аул)
Куна́й — аул в Нефтекумском городском округе Ставропольского края России.

## География
Расстояние до краевого центра: 258 км.
Расстояние до районного центра: 39 км.

## Этимология
Аул назван в честь его основателя — ногайского бая по имени Кунай:104.

В народе ходила молва, что Кунай-бай взял себе имя дочери, не имевшей по красоте себе равных и сравнивавшейся с небесными светилами. Ее так и называли Кунай («кун» — солнце, «ай» — луна). Своей красотой она затмила известность и богатство отца, а имя дочери слилось с именем отца.— Гаазов В. Л. «Ставрополь и его окрестности. Ставрополье в названиях»

## История
В период с 1910 по 1915 год на территории едишкульско-джембойлуковской степи было населено 10 аулов: Абдул-Газы, Абрам-Тюбе, Биссикли, Кая-Сулу, Махмуд-Мектеб, Иргалы, Кунай, Токуй-Мектеб, Учь-Тюбе и Эмангой:511—512.
По данным переписи 1926 года в ауле Кунай числилось 136 хозяйств с населением 505 человек (271 мужчина и 234 женщины), из них все — ногайцы. По состоянию на 1 октября 1929 года он был центром Кунайского сельского совета Ачикулакского района Дагестанской АССР. В состав указанного сельсовета также входил посёлок Джелал:10.
В дальнейшем в Ставропольском крае.
До 1 мая 2007 года аул Кунай входил в упразднённый Махмуд-Мектебский сельсовет.

## Население
| 1926 | 1989 | 2002 | 2010 | 2014 | 2023 |
| ---- | ---- | ---- | ---- | ---- | ---- |
| 505  | ↘389 | ↘275 | ↘159 | ↗300 | ↘200 |

По данным переписи 2002 года, 95 % населения — ногайцы.

## Религия
- Местная религиозная организация мусульман-суннитов[13]

## Кладбище
В границах населённого пункта расположено вероисповедальное открытое кладбище площадью 25 742 м².